# Zeidora lodderae
Zeidora lodderae is een slakkensoort uit de familie van de Fissurellidae. De wetenschappelijke naam van de soort is voor het eerst geldig gepubliceerd in 1900 door Tate & May.